# ジュリアーノ・デ・メディチの肖像 (絵画館)
『ジュリアーノ・デ・メディチの肖像』（ジュリアーノ・デ・メディチのしょうぞう、伊: Ritratto di Giuliano de' Medici, 英: Portrait of Giuliano de' Medici）は、イタリアのルネサンス期の巨匠サンドロ・ボッティチェッリが1478年に制作した肖像画である。テンペラ画。1478年にパッツィ家の陰謀によって殺されたジュリアーノ・デ・メディチを描いている。現在はベルリンの絵画館に所蔵されている。またほぼ同じ構図の作品がベルガモのアッカデミア・カッラーラとワシントンD.C.のナショナル・ギャラリー・オブ・アートに、異なるバージョンがミラノのクレスピ・モルビオ・コレクション（Collezione Crespi Morbio）に所蔵されている。

## 人物
ジュリアーノ・デ・メディチは、1453年にピエロ・ディ・コジモ・デ・メディチとルクレツィア・トルナブオーニとの間に、兄ロレンツォ・デ・メディチの4歳離れた弟として生まれた。1469年に父が死去し、ロレンツォとともにメディチ家の後継者となったとき、ジュリアーノは16歳になったばかりだった。当初、ジュリアーノが果たした政治的役割は二次的なものであったが、次第に兄に次ぐ地位を獲得し、ロレンツォが不在の間は兄に代わって政治や外交の問題を処理した。ジュリアーノは多くの結婚の話があったが、彼自身は美女として名高いマルコ・ヴェスプッチ（Marco Vespucci）の夫人シモネッタ・カッタネオを深く思慕した。ジュリアーノが1475年に開催されたヴェネツィアおよびミラノとの同盟を祝う馬上槍試合で優勝した際に、シモネッタをイナモラータ（Inamorata）に選んだことは有名である。シモネッタはその翌年に死去し、さらにその2年後、ジュリアーノはパッツィ家の陰謀に遭い、フィレンツェの大聖堂でミサの最中に命を落とした。ジュリアーノの遺児ジュリオ・デ・メディチ（Giulio de' Medici）は後にローマ教皇クレメンス7世となった。

## 作品

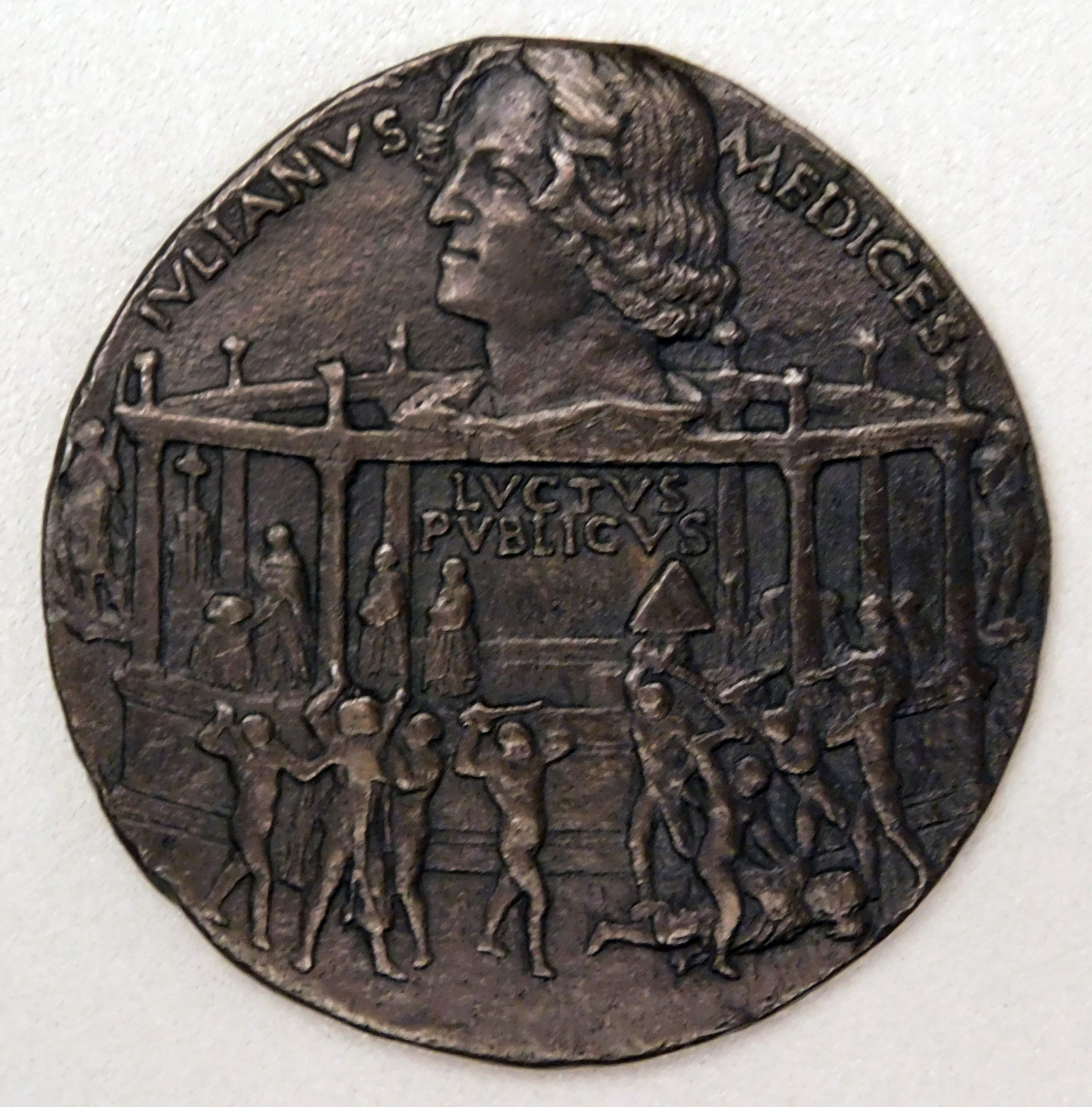
ベルトルド・ディ・ジョバンニが制作したジュリアーノ・デ・メディチを追悼するメダル。

現存するボッティチェッリのジュリアーノ・デ・メディチの肖像画のほとんどは死後に制作されたものである。これらはおそらくメディチ家によって依頼されたものであり、彼らは肖像画を忠実な支持者たちへの贈物として使用した。あるいはメディチ家の支持者たちが忠誠を示すために依頼した可能性もある。
ボッティチェッリはジュリアーノ・デ・メディチを四分の三正面を向いた胸像として描いている。ジュリアーノは長い鷲鼻を持ち、眉間から額にかけて縦に深いしわが刻まれている。彼は髪をあごの高さまで伸ばしており、プリーツのあるハイネックの赤いチュニックを着ている。ベルリン、ベルガモ、ワシントンD.C.のいずれのバージョンでも、ジュリアーノは伏し目がちで描かれているため、ほとんど目を閉じているように見える。この描写は肖像画としては異例であり、ジュリアーノの死を暗示していると考えられる。一部の研究者はこの描写に注目し、ボッティチェッリはジュリアーノのデスマスクに基づいてカルトンを作成し、それをもとに各バージョンを描いたと考えている。
しかしどのバージョンも保存状態が悪いため、ボッティチェッリの真筆性について議論の余地があり、また制作年代や制作された順番も明確ではない。
1478年に彫刻家ベルトルド・ディ・ジョバンニがロレンツォ・デ・メディチの依頼で制作したジュリアーノ・デ・メディチを追悼する記念メダルの横顔のモデルになった可能性がある。

## 来歴
絵画館の肖像画はストロッツィ宮殿に由来している。1878年にストロッツィ家のコレクションが売却されたのち、ベルリン美術館に購入された。

## ギャラリー
他のバージョン

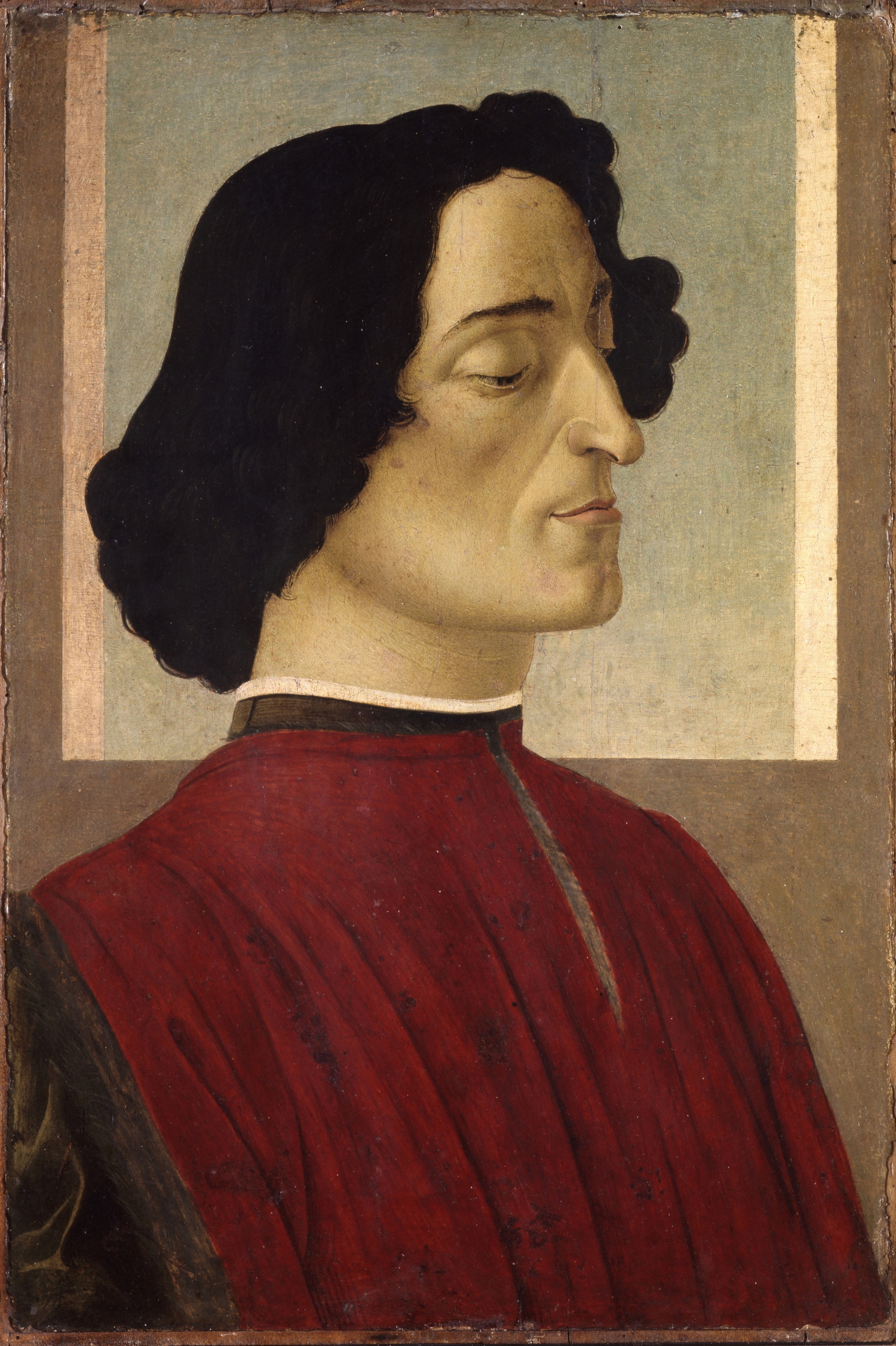
『ジュリアーノ・デ・メディチの肖像』アッカデミア・カッラーラ所蔵
『ジュリアーノ・デ・メディチの肖像』ナショナル・ギャラリー・オブ・アート所蔵
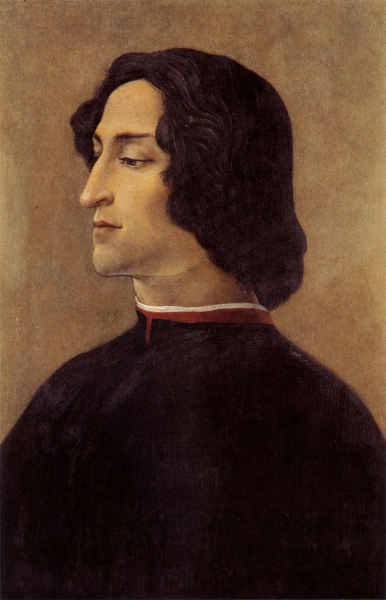
『ジュリアーノ・デ・メディチの肖像』クレスピ・モルビオ・コレクション（Collezione Crespi Morbio）